# Шльомін Іван Тимофійович
Іван Тимофійович Шльомін (21 березня 1898 — 10 січня 1969) — генерал-лейтенант Радянської Армії. Герой Радянського Союзу (1945).

## Біографія
Іван Шльомін народився 21 березня 1898 року в селі Труново (Тверської губернії), в селянській родині. Росіянин. Освіта середня.
У 1917 році був призваний в Російську імператорську армію, брав участь у Першій світовій війні. У листопаді 1917 року був демобілізований у званні «унтерофіцер».
Після Жовтневої революції вступив до лав Червоної армії (1918), у складі якої воював з військами Юденича біля Петрограда та в Естонії.
У 1920 р. І. Шльомін закінчив 1-ші Петроградські піхотні курси, а у 1921 р. — Вищу тактико-стрілецьку школу комскладу РЧСА імені Комінтерна. У тому ж 1921 році І. Т. Шльомін був командиром взводу, пізніше роти піхотних курсів.
У 1925 році він закінчив Військову академію імені М. В. Фрунзе і в 1932 році — оперативний факультет того ж навчального закладу.

### Міжвоєнний період
У серпні 1925 року переведений у війська. Спочатку призначений на посаду начальника штаба 38-го стрілецького полку, у жовтні 1926 р. він став начальником оперативної частини 13-ї Дагестанської стрілецької дивізії. У квітні 1930 року І. Т. Шльоміна призначено начальником штабу 74-ї Таманської стрілецької дивізії. Починаючи з травня 1932 року працював у Штабі РСЧА (з 1935 року — Генеральный штаб).
У 1932 році був начальником 6-го відділу Оперативного управління. У 1935 році — начальник відділення 1-го відділу. З травня 1936 р. — начальник навчального відділу Академії Генерального штабу РСЧА. У листопаді 1937 року призначений начальником Академії Генерального штабу РЧСА та головним редактором часопису «Военная мысль» (Після нетривалої служби на посаді командира 201-го стрілецького полку (грудень 1936 р. — листопад 1937 р.)

### У роки Німецько-радянської війни
Німецько-радянську війну генерал-майор І. Т. Шльомін почав на посаді начальника штабу 11-ї армії Прибалтійського Особливого округу.
У травні 1942 року Шльомін став начальником штабу Північно-Західного фронту. У листопаді 1942 року його було переведено на посаду начальника штабу 1-ї гвардійської армії Південно-Західного фронту.
21 січня 1943 року генерал-майор І. Т. Шльомін був призначений командуючим 5-ї танковою армією Південно-Західного фронту. На цій посаді відзначився у січні — лютому 1943 р. при наступі у Донбасі, коли його армія просунулася на кілька сотень кілометрів і визволила Морозовську, Тацинську, Каменськ-Шахтинський і Красний Сулін.
19 березня 1943 року І. Т. Шльоміну було присвоєно військове звання «генерал-лейтенант».
У січні-квітні 1943 року генерал-лейтенант Шльомін командує 12-ю армією Південно-Західного фронту, з 11 вересня 1943 р. по 27 травня 1944 р. — 6-ю армією того ж фронту (20 жовтня 1943 р. — 3-й Український), з 27 травня 1944 р. по 16 січня 1945 р. — 46-ї армії (СРСР) 3-го (потім — 2-го) Українських фронтів.
Під керівництвом генерал-лейтенанта І. Т. Шльоміна війська брали безпосередню участь у Сталінградській битві, Донбаській, Никопільско-Криворізькій, Березнеговато-Снигірьовській, Одеській, Яссько-Кишинівскій, Дебреценскій та Будапештській військових операціях. Війська армій, якими командував генерал Шльомін, 15 разів відзначалися подяками Верховного Головнокомандувача.

### Повоєнна доба
Після війни І. Т. Шльмін обіймав посади:
- Липень 1945 р. — начальник штабу Південної групи військ СРСР (сформовано на базі 3-го Українського фронту).
- Квітень 1948 року — заступник начальника Головного штабу Сухопутних військ, начальник оперативного управління.
- 1954 р. — старший викладач і заступник начальника кафедри Вищої військової академії ім. Ворошилова

У березні 1962 року генерал-лейтенант І. Т. Шльомін вийшов у запас.
Мешкав у Москві. Помер 10 січня 1969 року, похований на Новодівочому цвинтарі) (ділянка № 5).

## Нагороди
1 липня 1945 року Івану Тимофійовичу Шльоміну присвоєно звання Героя Радянського Союзу.
Також нагороджений:
- Тьома орденами Леніна
- Чотирма орденами Червоного Прапора
- Двома орденами Суворова 1-го ступеня
- Орденом Кутузова 1-го ступеня
- Орденом Богдана Хмельницького 1-го ступеня
- Медалями

## Цікаві факти
- Генерал-лейтенант І. Т. Шльомін був одним із небагатьох воєначальників, які після служби на штабних посадах змогли проявити себе на посадах командувачів арміями.
- Після визволення Півдня України на чолі 6-ї армії він командував 46-ю армією, яка брала участь у тих же військових операціях.